# Liste der Kulturdenkmale in Berlin-Müggelheim

Lage von Müggelheim in Berlin

In der Liste der Kulturdenkmale von Müggelheim sind die Kulturdenkmale des Berliner Ortsteils Müggelheim im Bezirk Treptow-Köpenick aufgeführt.

## Denkmalbereiche (Ensembles)
| Nr.      | Lage                                                                            | Offizielle Bezeichnung                                                 | Bestandteile / Beschreibung                                                                     | Bild                                                                     |
| -------- | ------------------------------------------------------------------------------- | ---------------------------------------------------------------------- | ----------------------------------------------------------------------------------------------- | ------------------------------------------------------------------------ |
| 09045549 | Alt-Müggelheim 1–20, 21–22 Krampenburger Weg 2 Odernheimer Straße 1–2, 4 (Lage) | Angerdorf Müggelheim Baudenkmale siehe: Alt-Müggelheim 3, 5, 9, 21, 22 | 1747, mit Anger, Vor- und rückwärtigen Nutzgärten, Dorfkirche und Schule                        | 1747, mit Anger, Vor- und rückwärtigen Nutzgärten, Dorfkirche und Schule |
| 09045549 | Alt-Müggelheim 1–20, 21–22 Krampenburger Weg 2 Odernheimer Straße 1–2, 4 (Lage) | Angerdorf Müggelheim Baudenkmale siehe: Alt-Müggelheim 3, 5, 9, 21, 22 | Vorgärten und rückwärtige Nutzgärten                                                            |                                                                          |
| 09045549 | Alt-Müggelheim 1–20, 21–22 Krampenburger Weg 2 Odernheimer Straße 1–2, 4 (Lage) | Angerdorf Müggelheim Baudenkmale siehe: Alt-Müggelheim 3, 5, 9, 21, 22 | Dorfanger                                                                                       |                                                                          |
| 09045549 | Alt-Müggelheim 1–20, 21–22 Krampenburger Weg 2 Odernheimer Straße 1–2, 4 (Lage) | Angerdorf Müggelheim Baudenkmale siehe: Alt-Müggelheim 3, 5, 9, 21, 22 | Weitere Bestandteile des Ensembles:                                                             |                                                                          |
| 09045549 | Alt-Müggelheim 1–20, 21–22 Krampenburger Weg 2 Odernheimer Straße 1–2, 4 (Lage) | Angerdorf Müggelheim Baudenkmale siehe: Alt-Müggelheim 3, 5, 9, 21, 22 | 09045550 – Alt-Müggelheim 1A, Wohnhaus, um 1880, Umbau 1930                                     | Alt Müggelheim 1                                                         |
| 09045549 | Alt-Müggelheim 1–20, 21–22 Krampenburger Weg 2 Odernheimer Straße 1–2, 4 (Lage) | Angerdorf Müggelheim Baudenkmale siehe: Alt-Müggelheim 3, 5, 9, 21, 22 | Stall, um 1880                                                                                  |                                                                          |
| 09045549 | Alt-Müggelheim 1–20, 21–22 Krampenburger Weg 2 Odernheimer Straße 1–2, 4 (Lage) | Angerdorf Müggelheim Baudenkmale siehe: Alt-Müggelheim 3, 5, 9, 21, 22 | 09045551 – Alt-Müggelheim 2, Wohnhaus, um 1875                                                  | Alt Müggelheim 2                                                         |
| 09045549 | Alt-Müggelheim 1–20, 21–22 Krampenburger Weg 2 Odernheimer Straße 1–2, 4 (Lage) | Angerdorf Müggelheim Baudenkmale siehe: Alt-Müggelheim 3, 5, 9, 21, 22 | Ställe und Scheune, um 1875                                                                     |                                                                          |
| 09045549 | Alt-Müggelheim 1–20, 21–22 Krampenburger Weg 2 Odernheimer Straße 1–2, 4 (Lage) | Angerdorf Müggelheim Baudenkmale siehe: Alt-Müggelheim 3, 5, 9, 21, 22 | 09045552 – Alt-Müggelheim 4, Wohnhaus, 4. Viertel 19. Jh.                                       | Wohnhaus Nr. 4                                                           |
| 09045549 | Alt-Müggelheim 1–20, 21–22 Krampenburger Weg 2 Odernheimer Straße 1–2, 4 (Lage) | Angerdorf Müggelheim Baudenkmale siehe: Alt-Müggelheim 3, 5, 9, 21, 22 | Stall, 4. Viertel 19. Jh.                                                                       |                                                                          |
| 09045549 | Alt-Müggelheim 1–20, 21–22 Krampenburger Weg 2 Odernheimer Straße 1–2, 4 (Lage) | Angerdorf Müggelheim Baudenkmale siehe: Alt-Müggelheim 3, 5, 9, 21, 22 | 09045553 – Alt-Müggelheim 6, Wohnhaus, um 1880                                                  |                                                                          |
| 09045549 | Alt-Müggelheim 1–20, 21–22 Krampenburger Weg 2 Odernheimer Straße 1–2, 4 (Lage) | Angerdorf Müggelheim Baudenkmale siehe: Alt-Müggelheim 3, 5, 9, 21, 22 | Scheune, um 1880                                                                                |                                                                          |
| 09045549 | Alt-Müggelheim 1–20, 21–22 Krampenburger Weg 2 Odernheimer Straße 1–2, 4 (Lage) | Angerdorf Müggelheim Baudenkmale siehe: Alt-Müggelheim 3, 5, 9, 21, 22 | 09045554 – Alt-Müggelheim 7, Wohnhaus, um 1905                                                  | Alt Müggelheim 7                                                         |
| 09045549 | Alt-Müggelheim 1–20, 21–22 Krampenburger Weg 2 Odernheimer Straße 1–2, 4 (Lage) | Angerdorf Müggelheim Baudenkmale siehe: Alt-Müggelheim 3, 5, 9, 21, 22 | Scheune, um 1885                                                                                |                                                                          |
| 09045549 | Alt-Müggelheim 1–20, 21–22 Krampenburger Weg 2 Odernheimer Straße 1–2, 4 (Lage) | Angerdorf Müggelheim Baudenkmale siehe: Alt-Müggelheim 3, 5, 9, 21, 22 | 09045555 – Alt-Müggelheim 10, Wohnhaus, 1892                                                    | Wohnhaus Nr. 10                                                          |
| 09045549 | Alt-Müggelheim 1–20, 21–22 Krampenburger Weg 2 Odernheimer Straße 1–2, 4 (Lage) | Angerdorf Müggelheim Baudenkmale siehe: Alt-Müggelheim 3, 5, 9, 21, 22 | 09045556 – Alt-Müggelheim 11, Postamt, um 1925                                                  | Alt Müggelheim 11                                                        |
| 09045549 | Alt-Müggelheim 1–20, 21–22 Krampenburger Weg 2 Odernheimer Straße 1–2, 4 (Lage) | Angerdorf Müggelheim Baudenkmale siehe: Alt-Müggelheim 3, 5, 9, 21, 22 | Stall, um 1900                                                                                  |                                                                          |
| 09045549 | Alt-Müggelheim 1–20, 21–22 Krampenburger Weg 2 Odernheimer Straße 1–2, 4 (Lage) | Angerdorf Müggelheim Baudenkmale siehe: Alt-Müggelheim 3, 5, 9, 21, 22 | 09045557 – Alt-Müggelheim 12, Wohnhaus, 3. Viertel 19. Jh.                                      | Alt Müggelheim 12                                                        |
| 09045549 | Alt-Müggelheim 1–20, 21–22 Krampenburger Weg 2 Odernheimer Straße 1–2, 4 (Lage) | Angerdorf Müggelheim Baudenkmale siehe: Alt-Müggelheim 3, 5, 9, 21, 22 | Stall, Scheune, 3. Viertel 19. Jh.                                                              |                                                                          |
| 09045549 | Alt-Müggelheim 1–20, 21–22 Krampenburger Weg 2 Odernheimer Straße 1–2, 4 (Lage) | Angerdorf Müggelheim Baudenkmale siehe: Alt-Müggelheim 3, 5, 9, 21, 22 | 09045558 – Alt-Müggelheim 13, Wohnhaus, 1886–1887                                               | Wohnhaus Nr. 13                                                          |
| 09045549 | Alt-Müggelheim 1–20, 21–22 Krampenburger Weg 2 Odernheimer Straße 1–2, 4 (Lage) | Angerdorf Müggelheim Baudenkmale siehe: Alt-Müggelheim 3, 5, 9, 21, 22 | Ställe, 1886–1887                                                                               |                                                                          |
| 09045549 | Alt-Müggelheim 1–20, 21–22 Krampenburger Weg 2 Odernheimer Straße 1–2, 4 (Lage) | Angerdorf Müggelheim Baudenkmale siehe: Alt-Müggelheim 3, 5, 9, 21, 22 | 09045559 – Alt-Müggelheim 14, Wohnhaus, 1887                                                    | Alt Müggelheim 14                                                        |
| 09045549 | Alt-Müggelheim 1–20, 21–22 Krampenburger Weg 2 Odernheimer Straße 1–2, 4 (Lage) | Angerdorf Müggelheim Baudenkmale siehe: Alt-Müggelheim 3, 5, 9, 21, 22 | Stall, Scheune, 1887                                                                            |                                                                          |
| 09045549 | Alt-Müggelheim 1–20, 21–22 Krampenburger Weg 2 Odernheimer Straße 1–2, 4 (Lage) | Angerdorf Müggelheim Baudenkmale siehe: Alt-Müggelheim 3, 5, 9, 21, 22 | 09045560 – Alt-Müggelheim 15 / Odernheimer Straße 4, Wohnhaus 1893                              | Alt Müggelheim 15                                                        |
| 09045549 | Alt-Müggelheim 1–20, 21–22 Krampenburger Weg 2 Odernheimer Straße 1–2, 4 (Lage) | Angerdorf Müggelheim Baudenkmale siehe: Alt-Müggelheim 3, 5, 9, 21, 22 | Stall, Scheune, um 1900                                                                         |                                                                          |
| 09045549 | Alt-Müggelheim 1–20, 21–22 Krampenburger Weg 2 Odernheimer Straße 1–2, 4 (Lage) | Angerdorf Müggelheim Baudenkmale siehe: Alt-Müggelheim 3, 5, 9, 21, 22 | 09045561 – Alt-Müggelheim 16 / Odernheimer Straße 1, Gehöft, Wohnhaus, um 1875                  | Alt Müggelheim 16                                                        |
| 09045549 | Alt-Müggelheim 1–20, 21–22 Krampenburger Weg 2 Odernheimer Straße 1–2, 4 (Lage) | Angerdorf Müggelheim Baudenkmale siehe: Alt-Müggelheim 3, 5, 9, 21, 22 | Stall, Scheune, 1887                                                                            |                                                                          |
| 09045549 | Alt-Müggelheim 1–20, 21–22 Krampenburger Weg 2 Odernheimer Straße 1–2, 4 (Lage) | Angerdorf Müggelheim Baudenkmale siehe: Alt-Müggelheim 3, 5, 9, 21, 22 | Wohn- und Geschäftshaus, 1934                                                                   |                                                                          |
| 09045549 | Alt-Müggelheim 1–20, 21–22 Krampenburger Weg 2 Odernheimer Straße 1–2, 4 (Lage) | Angerdorf Müggelheim Baudenkmale siehe: Alt-Müggelheim 3, 5, 9, 21, 22 | 09045562 – Alt-Müggelheim 17, ehem. Wohnhaus, 1851–1875                                         | Alt Müggelheim 17 Wohnhaus                                               |
| 09045549 | Alt-Müggelheim 1–20, 21–22 Krampenburger Weg 2 Odernheimer Straße 1–2, 4 (Lage) | Angerdorf Müggelheim Baudenkmale siehe: Alt-Müggelheim 3, 5, 9, 21, 22 | 09045563 – Alt-Müggelheim 18, Wohnhaus, um 1885                                                 | Alt Müggelheim 18                                                        |
| 09045549 | Alt-Müggelheim 1–20, 21–22 Krampenburger Weg 2 Odernheimer Straße 1–2, 4 (Lage) | Angerdorf Müggelheim Baudenkmale siehe: Alt-Müggelheim 3, 5, 9, 21, 22 | Stall, Scheune, um 1885                                                                         |                                                                          |
| 09045549 | Alt-Müggelheim 1–20, 21–22 Krampenburger Weg 2 Odernheimer Straße 1–2, 4 (Lage) | Angerdorf Müggelheim Baudenkmale siehe: Alt-Müggelheim 3, 5, 9, 21, 22 | 09045564 – Alt-Müggelheim 19, Wohnhaus, um 1865                                                 | Alt Müggelheim 19                                                        |
| 09045549 | Alt-Müggelheim 1–20, 21–22 Krampenburger Weg 2 Odernheimer Straße 1–2, 4 (Lage) | Angerdorf Müggelheim Baudenkmale siehe: Alt-Müggelheim 3, 5, 9, 21, 22 | 09045571 – Alt-Müggelheim, vor Nr. 22, Denkmal für Johann Jakob Baeyer, 1962 von Hans Fussel    | Denkmal für Johann Jakob Baeyer                                          |
| 09045549 | Alt-Müggelheim 1–20, 21–22 Krampenburger Weg 2 Odernheimer Straße 1–2, 4 (Lage) | Angerdorf Müggelheim Baudenkmale siehe: Alt-Müggelheim 3, 5, 9, 21, 22 | Ehemaliger Bestandteil des Ensembles:                                                           |                                                                          |
| 09045549 | Alt-Müggelheim 1–20, 21–22 Krampenburger Weg 2 Odernheimer Straße 1–2, 4 (Lage) | Angerdorf Müggelheim Baudenkmale siehe: Alt-Müggelheim 3, 5, 9, 21, 22 | 09045565 – Alt-Müggelheim 20, Laden, um 1925                                                    | Alt Müggelheim 20                                                        |
| 09045549 | Alt-Müggelheim 1–20, 21–22 Krampenburger Weg 2 Odernheimer Straße 1–2, 4 (Lage) | Angerdorf Müggelheim Baudenkmale siehe: Alt-Müggelheim 3, 5, 9, 21, 22 | 09096514 – Vorgärten und rückwärtige Nutzgärten                                                 |                                                                          |
| 09045549 | Alt-Müggelheim 1–20, 21–22 Krampenburger Weg 2 Odernheimer Straße 1–2, 4 (Lage) | Angerdorf Müggelheim Baudenkmale siehe: Alt-Müggelheim 3, 5, 9, 21, 22 | Nicht konstituierende Bestandteile des Ensembles: Alt-Müggelheim 1, 8, 20, Odernheimer Straße 2 |                                                                          |

## Baudenkmale
| Nr.      | Lage                     | Offizielle Bezeichnung                                                               | Beschreibung                            | Bild                     |
| -------- | ------------------------ | ------------------------------------------------------------------------------------ | --------------------------------------- | ------------------------ |
| 09045566 | Alt-Müggelheim 3 (Lage)  | Gehöft, Fachwerkscheune und Wohnhaus Bestandteil des Ensembles: Angerdorf Müggelheim | Wohnhaus, um 1865                       | Alt Müggelheim 3         |
| 09045566 | Alt-Müggelheim 3 (Lage)  | Gehöft, Fachwerkscheune und Wohnhaus Bestandteil des Ensembles: Angerdorf Müggelheim | Fachwerkscheune, 1859–1860, Umbau, 1999 | Alt Müggelheim 3 Scheune |
| 09045566 | Alt-Müggelheim 3 (Lage)  | Gehöft, Fachwerkscheune und Wohnhaus Bestandteil des Ensembles: Angerdorf Müggelheim | Stall, 3. Viertel 19. Jh.               |                          |
| 09045567 | Alt-Müggelheim 5 (Lage)  | Gehöft, Wohnhaus, Stall und Scheune Bestandteil des Ensembles: Angerdorf Müggelheim  | Wohnhaus, um 1860                       | Alt Müggelheim 5         |
| 09045567 | Alt-Müggelheim 5 (Lage)  | Gehöft, Wohnhaus, Stall und Scheune Bestandteil des Ensembles: Angerdorf Müggelheim  | Scheune, um 1860                        | Alt Müggelheim 5 Scheune |
| 09045567 | Alt-Müggelheim 5 (Lage)  | Gehöft, Wohnhaus, Stall und Scheune Bestandteil des Ensembles: Angerdorf Müggelheim  | Ställe, um 1860                         |                          |
| 09045568 | Alt-Müggelheim 9 (Lage)  | Gehöft, Wohnhaus, Scheune und Stall Bestandteil des Ensembles: Angerdorf Müggelheim  | Wohnhaus, um 1865                       | Alt Müggelheim 9         |
| 09045568 | Alt-Müggelheim 9 (Lage)  | Gehöft, Wohnhaus, Scheune und Stall Bestandteil des Ensembles: Angerdorf Müggelheim  | Scheune und Stall, um 1865              | Alt Müggelheim 9 Scheune |
| 09045569 | Alt-Müggelheim 21 (Lage) | Dorfschule Bestandteil des Ensembles: Angerdorf Müggelheim                           | 1890, Umbau um 1900                     |                          |
| 09045570 | Alt-Müggelheim 22 (Lage) | Dorfkirche Müggelheim Bestandteil des Ensembles: Angerdorf Müggelheim                | 1803–1804 von Berger                    |                          |

## Gartendenkmale
| Nr.      | Lage                      | Offizielle Bezeichnung                | Beschreibung          | Bild |
| -------- | ------------------------- | ------------------------------------- | --------------------- | ---- |
| 09046026 | Gosener Landstraße (Lage) | Neuer Städtischer Friedhof Müggelheim | 1956 von Oskar Köster |      |

## Ehemalige Denkmale
| Nr.       | Lage                                | Offizielle Bezeichnung   | Beschreibung                 | Bild |
| --------- | ----------------------------------- | ------------------------ | ---------------------------- | ---- |
| unbekannt | Odernheimer Straße Jagen 183 (Lage) | Gaststätte Neu-Helgoland | um 1895, nach 2001 aberkannt |      |